# 子守康範
子守 康範（こもり やすのり、1961年〈昭和36年〉5月9日 - ）は、日本の実業家、YouTuber。株式会社アンテリジャン代表取締役社長。元毎日放送アナウンサー、フリーアナウンサー、元ラジオパーソナリティ。

## 来歴・人物
大阪府大阪市城東区出身。大阪市内の関目団地で幼少時代を過ごした後に、神戸市の兵庫県立長田高等学校に入学。同校を卒業後に、慶應義塾大学商学部へ進学した。外祖父・矢崎又次郎は、通信販売会社のフェリシモを創業している。
アナウンサーを志したきっかけは、小学生の時に『おはようパーソナリティ中村鋭一です』（ABCラジオ）を聴いた時から。中学生の頃によく聴いていたラジオ番組は『MBSヤングタウン』（MBSラジオ）で、火曜日の「ものまね選手権」コーナーに出ようと電話をかけていたこともあったという。大学生時代には、アルバイトとしてNHKやレコード会社などに勤務するかたわら、アナウンサー志望が高じて『600 こちら情報部』（NHK総合テレビ）にリポーターとして出演していた。
アナウンサーとしての第一志望は、毎日放送ではなく朝日放送だった。実家で長らく『おはようパーソナリティ中村鋭一です』を聴取していた影響で、中村鋭一のようなラジオパーソナリティを目指していたことによる。

### 毎日放送アナウンサー時代
大学卒業後の1985年に、現在もスポーツアナウンサー（2021年11月以降は「シニアスタッフ」扱いの嘱託契約アナウンサー）として活動する森本栄浩と共に、アナウンサーとして毎日放送に入社。森本以外の主な同期局員に虫明洋一（2021年6月より毎日放送社長）、宮前徳弘（子守と同じ慶應義塾大学出身。スポーツ局の記者・ディレクター・プロデューサーを経て2016年度より解説委員）、神津梓がいる。
毎日放送への入社当初は、森本とともにスポーツ中継の実況・リポーターを担当した。毎日放送が1985年入社のアナウンサー採用条件をスポーツ実況の志望者に限っていたことによるものだが、子守自身はスポーツアナウンサーを志していないことを伏せながら入社したため、短期間でスポーツ担当から離れた。後に子守自身が述懐したところによれば、野球のルールに詳しくなかったにもかかわらず子守と同じ経緯で毎日放送にアナウンサーとして採用された当時の上司・斎藤努には、前述した本心を早くから見抜かれていたという。
その一方で、入社当時の身長が197cmであったことから、「日本一背の高いアナウンサー」として注目。『あどりぶランド』などのテレビ番組へ出演するかたわら、スポーツ担当を外れてからは、『MBSヤングタウン』『MBSサタデーコネクション ノッTEL土曜日子守です』などのラジオ番組でパーソナリティを務めた。
1990年には、湾岸戦争の取材で中東へ滞在。1994年8月末には、同年9月から『MBSナウ』（MBSテレビで日曜日以外の夕方に放送されていたローカルワイドニュース）の月〜金曜日メインキャスターに就任することを前提に、毎日放送の開局記念および関西国際空港の開港記念特別番組に向けて東南アジア諸国を取材していた。しかし、同年8月26日にその取材で滞在していたカンボジアから『それゆけ!金曜板東英二』（当時MBSラジオで放送されていた生ワイド番組）へ中継リポートを入れた際に、「現地で飛行中の旅客機を操縦させてもらった」と取れるコメントを述べた。子守は旅客機の操縦に関する免許を一切持たないことから、実際には操縦室の操縦席に座っただけであったが、放送直後に一部の新聞・雑誌が「無免許で旅客機を操縦したのではないか」と指摘。この指摘を重く見た毎日放送では、操縦室への入室や前述のリポートを「聴取者の誤解を招く軽率な行為であった」として、子守に6か月間の番組出演停止処分を課した。この処分によって、『MBSナウ』メインキャスターへの就任も白紙に戻されている（MBSナウ#エピソードで詳述）。
1995年1月17日に阪神・淡路大震災が発生。毎日放送では、「震災報道に携わるアナウンサーの人手が足りない」との理由で、子守への出演停止処分期間を3ヶ月に短縮した。これを機に、『がんばれ!被災者の皆さん』（MBSラジオの被災地復興支援番組）のキャスターとして番組に復帰。1996年4月から1998年3月までは、「（前述の飛行機操縦疑惑以来）落ち込んでいる子守を励ましたい」というやしきたかじんの希望から、『たかじん生JIN JIN』（たかじんの冠番組でもあったMBSラジオの生ワイド番組）で2代目のアシスタントを務めた。

### 「アンテリジャン」の起業・フリーアナウンサーへの転身
1998年に、事業家の立場で子守に早期の独立・起業を勧めてきた祖父が逝去。親族としてその足跡に関する映像を制作したことを機に、1999年12月25日付で毎日放送を退社した。退社に至ったのは、あくまでも起業を決意したことによる。
毎日放送への退社翌日には、生前に祖父が作った会社の名前を継ぐ形で、自分史・企業紹介などの映像を制作する会社として「アンテリジャン」を設立。同時に社長へ就任したことで、メディアへの露出を控えるようになった。ただし、やしきたかじんの冠番組であった『たかじんONE MAN』（MBSテレビの深夜番組）には、フリーアナウンサーとして月1回のペースで出演していた。

### 社長業とラジオパーソナリティ業の両立、不倫会見
2008年3月31日にMBSラジオで平日の帯ワイド番組『子守康範 朝からてんコモリ!』（以下『朝からてんコモリ!』と略記）の放送を開始したことで、9年振りにマイクロホンサイドに復帰。奇しくも、『おはようパーソナリティ道上洋三です』（『 - 中村鋭一です』の後継番組）の前半と放送時間が重なる『朝からてんコモリ!』で、ラジオパーソナリティを務めることになった。
『朝からてんコモリ!』の放送期間中は、2時間（一時は3時間）の生放送を終えた後に、映像プロデューサー・経営者としても活動。アナウンススクールを開講するなど、後進の指導にも当たっている。
2013年5月3日には、『朝からてんコモリ!』での特別企画（後述）をきっかけに、歌手としてCDシングル「あなたにありがとう」を発表。2014年には、『たかじん生JIN JIN』『たかじんONE MAN』で共演したやしきたかじんが1月3日に64歳で逝去したことを受けて、同月8日（水曜日）にMBSラジオで『朝からてんコモリ!』に続いてたかじん追悼特別番組（19:00 - 20:50に緊急生放送）の進行役を務めた。
2016年6月21日（火曜日）に大阪市内で記者会見を開き、飲食店を経営している40代前半の一般女性と不倫関係にあることを認めた。男女の関係になったのは2015年5月頃としている。また、MBSは、この件により子守の番組降板はないと発表した。
2018年6月18日（月曜日）には、『朝からてんコモリ!』の本番終了直後（7:58）に、毎日放送本社の社内で大阪府北部地震に遭遇。本社のある大阪市北区で震度6弱（発生時点の地震観測体制下での府内最大震度）を観測したことを受けて、同局のラジオスタジオから8:20まで第一報を伝えた。

### フリーアナウンサー・ラジオパーソナリティ業からの引退・YouTuberへの転身
2021年9月13日（月曜日）放送分の『朝からてんコモリ!』で、番組の打ち切り（同年10月1日）を発表するとともに、ラジオパーソナリティとしての活動から退く意向を表明した。
『朝からてんコモリ!』打ち切り後は、2021年に大阪市内（天神橋筋六丁目）へ開設したYouTube向けの動画配信用スタジオを新たな拠点として、アンテリジャンの社長業に再び専念。ただし、MBSラジオでは、同年10月3日から2022年3月27日まで『日曜てんコモリばしすじ商店街!』（上記のスタジオでの事前収録番組）のパーソナリティをレギュラーで務めたが、2022年3月26日に、YouTube上での『子守康範チャンネル』のライブ配信中に、翌27日の『日曜てんコモリばしすじ商店街!』終了を機にラジオパーソナリティとしての活動を完全に終えることを発表した。

### 被告人へ、そしてレギュラーゼロに
子守は自身のYouTubeで2024年11月、斎藤元彦・兵庫県知事の告発文書問題に関連する内容をXに投稿した人物に対し、「Xアカウントがありまして炎上しております」「単なる頭おかしいヤツが書いてて」「薬打ってるような感じで」と発言。2025年6月16日、侮辱罪で神戸区検に略式起訴され、神戸簡裁が同18日に科料9000円の略式命令を出した。子守はこれを不服として、7月1日、神戸簡裁に申立てを行い、今後、正式裁判としての手続きに入る。レギュラー番組『えぇトコ』のナレーターについては2025年7月、「視聴者の厳しい声を受けて総合的に判断して」「番組のイメージに合わない」という理由をもってNHKが降板通告。子守のレギュラー番組はゼロになった。子守は自身のYouTube内でNHKを「日本薄謝協会」「安いギャラ」「日本薄情協会」「日本ヘタレ協会」「あんな放送局の番組には二度と出ない」と痛烈に罵倒、不満を吐露した。

## エピソード

### 出演番組・CM
- 前述したように、実業家への転身を理由に1999年12月で毎日放送を退社したが、入社1年目（1985年）の秋にも別の理由で退社を決意していた。1985年9月1日にMBSラジオで放送された開局記念特別番組で京都から3分間の生中継リポートを担当した際に大失敗を犯したことで、進行役の角淳一（当時の上司）・笑福亭鶴光に放送後厳しく叱責されたことによるという。その時の経験から、ラジオパーソナリティとしては、自分の意見や本音をできるだけ放送で明かすことを心掛けていた。
- 毎日放送への入社2年目に当たる1986年には、『痛快なりゆき番組 風雲!たけし城』（TBS制作でMBSテレビでも放送）に一般参加者として出演した。結果は「悪魔の館」で池に落ちて敗退したが、敗退の直後にはリポーターの生島ヒロシ（当時はTBSアナウンサー）[14]からインタビューも受けている[15]。
- 衣笠祥雄（毎日放送の放送対象地域である京都市出身の広島東洋カープ内野手）がプロ野球公式戦2215試合連続出場（当時の世界最多記録、現在はNPB最多記録）を達成したうえで現役を引退した1987年の秋に、毎日放送が日本民間放送連盟のラジオ統一キャンペーン向けに制作したスポットCM「健やか日本　衣笠新記録」では、担当のディレクターが長田高校時代の先輩でもあった縁でナレーターに起用。このCMは、1987年度の日本民間放送連盟賞・統一キャンペーン　ラジオスポット部門で最優秀賞を受賞した[16]。衣笠が70歳で永眠した翌々日（2018年4月25日）に放送の『朝からてんコモリ!』では、このCMの音源を交えながら、衣笠の訃報を伝えた。
- 毎日放送を退社する際には、番組の共演などで親交が深かった河島英五（2001年4月に48歳で急逝）が、子守のために「あなたにありがとう」という楽曲を制作。2011年5月14日放送の『朝からてんコモリ!』では、子守と遺族の意向によって、テレビ・ラジオを通じて同曲の音源が初めて披露された。2013年5月3日からは、英五の遺児・河島アナムの補詞と子守の歌唱による「あなたにありがとう」を、CDシングルとして発売している。
- MBSラジオでは、子守が毎日放送を退社してからも、同局のアナウンサー時代に収録した「スポーツニッポン」や「酒のたんだ（大阪全域に店舗を展開している酒類のディスカウントストア）」などのスポットCMを長らく放送していた（いずれも現在は放送を終了）。フリーアナウンサー転身後の2019年からは、単独（または毎日放送のアナウンサー→『朝からてんコモリ!』のプロデューサーを歴任した大月勇とのコンビ）出演によるチューリッヒ保険のラジオCMが、MBSラジオ限定で2024年末まで放送されていた。
- 2009年6月3日には、毎日放送東京支社ラジオスタジオで『朝からてんコモリ!』の生放送を終えた後に、『森田一義アワー 笑っていいとも!』（フジテレビ制作・関西地方では関西テレビで放送）のオープニング企画「アラ2は誰だ!?」に一般参加者として生出演[17]。他局でありながら、関西ローカル放送の『朝からてんコモリ!』を全国に紹介していた。

### 趣味・活動
- 『朝からてんコモリ!』などの出演番組で、「新しもの好き」「理系崩れ」「日食ハンター」と自称している。また、最新の製品・技術にいち早く興味を持つ一方で、飽きるのも早い。
- 読書家で博学。特に鉄道や航空機などの乗り物や、デジタル機器への造詣が深い。MBSラジオの番組では、後輩で同僚の馬野雅行との間で、鉄道ファンならではの深いトークをしばしば展開している。2012年2月24日（金曜日）には、『朝からてんコモリ!』の生放送終了後に、プロ野球取材中の馬野に代わって『MBSたびぐみ　とっておき旅ラジオ』（当時のナイターオフ番組で、金曜日のパーソナリティを馬野が担当）のパーソナリティを務めた。
- 稲盛和夫を「経営の師」と仰いでいる。「アンテリジャン」の社長として「盛和塾」（稲盛が主宰する若手経営者向けの経営塾）にも参加。2011年の「盛和塾世界大会」では司会を務めた[18]。
- 少年時代には、少年野球チームで4番打者・投手・主将を務めていた。ヤングタウンのパーソナリティを務めてたこともあり、草野球チームヤンタンオールスターにも参加し芸能人大会等で投手として登板もした。2014年7月2日（水曜日）には、その経験を踏まえて、オリックス・バファローズ対東北楽天ゴールデンイーグルス戦（京セラドーム大阪）の始球式に登場。『子守康範　朝からてんコモリ!』のPRを兼ねていたため、背番号の部分に「TENKOMORI 1179」という文字を入れたバファローズのホームゲーム用レプリカユニフォームを着用したうえで、ワンバウンド投球を披露した[19]。
- 日本国内で新型コロナウイルスへの感染が拡大している2020年には、かっぱ寿司が翌2021年の新春向けに発売した「鮪（マグロ）解体ショー福袋」（1名限定で50万円）の抽選へ応募したところ、50倍以上の応募倍率をくぐり抜けた末に当選した。福袋には「鮪解体ショー」の出張サービスを受けられる権利が付いていたが、子守はこの権利を子ども食堂に活用することを企画。カッパ・クリエイト（かっぱ寿司の運営会社）や「しま☆ルーム」（いわゆる「コロナ禍」で毎日の食事すらままならない児童を支援するネットワーク事業団体）からの協力を得たうえで、2021年4月28日（水曜日）の『朝からてんコモリ!』本番終了後に、かっぱ寿司の境川店（大阪市西区）で「鮪解体ショー」を開催した。新型コロナウイルスへの感染拡大を防ぐ目的で、ショー自体は無観客で開催されたが、YouTube向けのライブ配信と連動。さらに子守は、解体後の鮪を使った800貫（およそ130人前）の寿司を、「しま☆ルーム」が招待した児童たちに無料で振る舞った[20]。

## 過去の出演番組

### 毎日放送への入社前
テレビ
- 600こちら情報部（NHK総合テレビ、慶應義塾大学在学中にリポーターとして出演）

### 毎日放送アナウンサー時代
テレビ
- スポーツ実況・中継リポーター（野球、アメフトなど）
- あどりぶランド[2]
- 4時ですよーだ
- レインボー
- うきうき晴レルヤ!

ほか

ラジオ
- 森高千里のM伝説
  - 森高が出演する本編とは別に収録されていたインフォメーションコーナーを担当。森高からも、「日本一背の高いアナウンサー」と紹介されていた。
- MBSヤングタウン （水曜日、金曜日）
- ラジオであどラン歌謡曲（1985年10月12日 - 1986年4月5日）
- MBSサタデーコネクション ノッTEL土曜日子守です（1988年4月16日から毎週土曜日の午後に放送されていた生ワイド番組）
- それゆけ!（月曜日・木曜日） [1][2]
- たかじん生JIN JIN
- がんばれ!被災者のみなさん - 阪神・淡路大震災の情報番組[21]
- 諸口あきらのイブニングレーダー
- たなぼたメール（オセロと共演）
- 毎日放送ダイナミックナイター（現在の『MBSベースボールパーク』）

### フリーアナウンサーへの転身後
テレビ
- 森田一義アワー 笑っていいとも!（2009年6月3日、フジテレビ系、「ちっちゃい田中も仰天！アラ2m(アラツー)は誰だ!?」に出演）

以下はいずれも、毎日放送制作の番組。
- たかじんONE MAN（月一回の時事コーナー「ザ・まいど（社会派まいど）」進行役）
  - 前述のエピソードから、飛行機の話題になると司会のやしきたかじんからいじられていた。
- ごぶごぶ お正月スペシャル（2009年1月1日）
- ちちんぷいぷい
  - 同局からの退社後に、『朝からてんコモリ』への生出演と並行しながら、2012年頃まで不定期で企画取材・リポートを担当。2008年10月から2011年3月までは、月に1回のペースで、レギュラーコーナー『がんばれ!ヒヨコちゃん』に出演していた。
- 痛快!明石家電視台
  - 2017年2月6日放送分の「実際どうなん!?高身長12人」に、「高身長ゲスト」の1人として出演。出演時点の身長は198cmで、久保田遼（大阪エヴェッサ所属のプロバスケットボール選手）と並んで、「高身長ゲスト」では最も高かった[22]。
- えぇトコ（NHK大阪放送局、2020年4月 - 2025年6月、ナレーター）

ラジオ

- 子守康範 朝からてんコモリ!（2008年3月31日 - 2021年10月1日、月 - 金曜日メインパーソナリティ）
- 子守康範 日曜どないSHOW（2015年4月 - 2021年9月26日）
  - 事前収録による『朝からてんコモリ!』の関連番組で、毎週日曜日の6:45 - 7:00に放送。
- 日曜てんコモリばしすじ商店街!（2021年10月3日 - 2022年3月27日)
  - 『日曜どないSHOW』の後継番組で、 熊谷奈美と揃ってパーソナリティを担当。
- メッセンジャー黒田のチラシダス（2022年2月1日）
  - メインパーソナリティの黒田有（メッセンジャー）が発熱を理由に出演を見合わせたことから、MBSアナウンサー時代の後輩に当たる関岡香・亀井希生と揃って代演。

以上はいずれも、毎日放送→MBSラジオ制作の番組。
- 原田年晴　かぶりつきマンデー!（ラジオ大阪、2024年2月19日）
  - アンテリジャンで展開している事業の紹介を兼ねて、13時台の前半にゲストで出演。
- ますだおかだ増田のラジオハンター!（朝日放送ラジオ） - 2023年1月26日放送分から、2ヶ月に1回のペースで「今週のハンター!」(13時台のコーナー）に出演。
  - 「今週のハンター!」では、コーナー限定のレギュラー出演者やゲストに「 - ハンター」という肩書を付けることが、放送上の慣例になっている。このような慣例を踏まえて、出演の際には、毎日放送・MBSラジオの本社が茶屋町 (大阪市) に所在することにちなんで「茶屋町ハンター」という肩書を使用。
  - 慶応大学への在学中に朝日放送のアナウンサー試験を受けていたことを、最初の出演の際に告白。最終選考を前に、試験官から「アナウンサーとしては採用できないが、一般職向けの試験を改めて受けて欲しい」と勧められた直後に、毎日放送（いずれも旧法人）でアナウンサーとしての採用が内定したことも明かした。

DVD
- よみがえる総天然色の列車たち第2章（1）（ビコム株式会社、ナレーター）